# Уряд Науру
Уряд Науру — вищий орган виконавчої влади Науру.

## Голова уряду
- Президент — Берон Дівавесі Вака (англ. Baron Divavesi Waqa).

## Кабінет міністрів
Склад чинного уряду подано станом на 20 серпня 2013 року.
| Логотип | Міністерство                                                     | Міністр                                   | Фото | Час на посаді | Час на посаді | Партія | Партія | Вебсайт |
| ------- | ---------------------------------------------------------------- | ----------------------------------------- | ---- | ------------- | ------------- | ------ | ------ | ------- |
|         | Міністерство Науруанських авіаліній                              | Девід Аденг (David Adeang)                |      |               |               |        |        |         |
|         | Міністерство Науруанської технічної корпорації                   | Шедлог Берніке (Shadlog Bernicke)         |      |               |               |        |        |         |
|         | Міністерство Науруанської фосфатної компанії                     | Аарон Кук (Aaron Cook)                    |      |               |               |        |        |         |
|         | Міністерство Фонду фосфатних відрахувань                         | Шедлог Берніке (Shadlog Bernicke)         |      |               |               |        |        |         |
|         | Міністерство внутрішніх справ                                    | Шармейн Скотті (Charmaine Scotty)         |      |               |               |        |        |         |
|         | Міністерство державної служби                                    | Берон Дівавесі Вака (Baron Divavesi Waqa) |      |               |               |        |        |         |
|         | Міністерство землекористування                                   | Шармейн Скотті (Charmaine Scotty)         |      |               |               |        |        |         |
|         | Міністерство закордонних справ і торгівлі                        | Берон Дівавесі Вака (Baron Divavesi Waqa) |      |               |               |        |        |         |
|         | Міністерство кліматичних змін                                    | Берон Дівавесі Вака (Baron Divavesi Waqa) |      |               |               |        |        |         |
|         | Міністерство освіти та молоді                                    | Шармейн Скотті (Charmaine Scotty)         |      |               |               |        |        |         |
|         | Міністерство охорони здоров'я                                    | Валдон Довійого (Valdon Dowiyogo)         |      |               |               |        |        |         |
|         | Міністерство поліції, в'язниць і аварійної служби                | Берон Дівавесі Вака (Baron Divavesi Waqa) |      |               |               |        |        |         |
|         | Міністерство риболовлі                                           | Валдон Довійого (Valdon Dowiyogo)         |      |               |               |        |        |         |
|         | Міністерство спорту                                              | Валдон Довійого (Valdon Dowiyogo)         |      |               |               |        |        |         |
|         | Міністерство телекомунікацій                                     | Шедлог Берніке (Shadlog Bernicke)         |      |               |               |        |        |         |
|         | Міністерство торгівлі, промисловості та навколишнього середовища | Аарон Кук (Aaron Cook)                    |      |               |               |        |        |         |
|         | Міністерство транспорту                                          | Валдон Довійого (Valdon Dowiyogo)         |      |               |               |        |        |         |
|         | Міністерство фінансів і стійкого розвитку                        | Девід Аденг (David Adeang)                |      |               |               |        |        |         |
|         | Міністерство холдингу Ейгігу                                     | Девід Аденг (David Adeang)                |      |               |               |        |        |         |
|         | Міністерство юстиції                                             | Девід Аденг (David Adeang)                |      |               |               |        |        |         |
|         | Міністр-асистент у справах президента Науру                      | Девід Аденг (David Adeang)                |      |               |               |        |        |         |